# Pivot Peak
Der Pivot Peak (englisch für Dreh-und-Angelpunktsspitze) ist ein markanter und kegelförmiger Berg im ostantarktischen Viktorialand. Mit 2470 m ist er der höchste Berg der zu den Quartermain Mountains gehörenden Wilkniss Mountains. Er ragt südwestlich eines Bergkessels auf.
Die neuseeländische Mannschaft bei der Commonwealth Trans-Antarctic Expedition (1955–1958) zur Vermessung der nördlichen Gebiete errichtete auf seinem Gipfel am 21. Januar 1958 eine Vermessungsstation. Seinen Namen verdankt er seiner Erscheinung, die ihn zu einem Blickfang in der Topographie seiner Umgebung macht.